# Bobby Graham (Fußballspieler)
Robert „Bobby“ Graham (* 22. November 1944 in Motherwell) ist ein ehemaliger schottischer Fußballspieler. Der Stürmer war in den 1960ern im erweiterten Kader des FC Liverpool, stand aber zumeist im Schatten von Spielern wie Roger Hunt und Ian St. John. Nach dem Wechsel zu Coventry City kam er schließlich in seiner schottischen Heimat beim FC Motherwell und Hamilton Academical regelmäßiger zum Einsatz.

## Sportlicher Werdegang
Graham stieß 1960 zum FC Liverpool. Bei den „Reds“ war er zunächst in der Nachwuchsabteilung und im November 1961 stattete ihn den Verein mit einem Profivertrag aus. Im Seniorenbereich war er drei Jahre im Reserveteam aktiv und in der Saison 1963/64 gelangen dem jungen Stürmer dort 16 Tore in 40 Spielen. Er debütierte in der ersten Mannschaft am 14. September 1964 im Europapokal der Landesmeister in der Vorrunde gegen KR Reykjavík und schoss eines der Tore zum 6:1-Sieg. Zwölf Tage später folgte der Einstand in der ersten englischen Liga und dieser war mit seinem Hattrick beim 5:1-Erfolg gegen Aston Villa äußerst vielversprechend. Auch bei seinem nächsten Auftritt gegen Sheffield United traf er.
Fortan konnte Graham seine Leistungen jedoch nicht konservieren. Seine Formkurve zeigte nach unten und in den anschließenden drei Jahren brachte er es nur noch auf insgesamt zwölf Einsätze. Erst als seine unüberwindlich scheinenden Konkurrenten Roger Hunt und Ian St. John in die Jahre kamen bzw. den Verein verließen, eroberte er sich in der Saison 1969/70 einen Stammplatz und absolvierte alle 54 Pflichtspiele. Nach einem ebenso gelungenen Start in die neue Spielzeit 1970/71 brach er sich Anfang Oktober 1970 aber daheim gegen den FC Chelsea das Bein und nur wenige Wochen später vermeldete der Verein den Neuzugang von John Toshack aus Cardiff. Im folgenden Frühjahr kam zudem noch Kevin Keegan von Scunthorpe United, so dass Grahams Tage in Liverpool gezählt waren.
Graham wechselte im März 1972 zum Erstligakonkurrenten Coventry City. Dort blieb er 18 Monate und in dieser Zeit absolvierte er nur 19 Ligaspiele. Dazu lieh Liverpool ihn auch kurzzeitig in die dritte Liga an die Tranmere Rovers aus. Daraufhin kehrte er in seine Heimat zum FC Motherwell zurück, wo zudem sein Ex-Mitspieler Ian St. John das Traineramt übernommen hatte. In Motherwell erlebte er sportliche gute Zeiten und in vier Jahren gelangen ihm in 132 Ligaspielen 37 Tore. Anschließend war noch einmal vier Jahre für den Nachbarn Hamilton Academical unterwegs, die sogar bereit waren, mit 15.000 Pfund die vereinsinterne Rekordablösesumme zu zahlen. Nach 42 Toren in 115 Ligaspielen ließ Graham ab 1981 beim unterklassigen Klub Shotts Bon Accord seine aktive Laufbahn ausklingen.